# Montblanc (Spagna)
Montblanc (in castigliano Montblanch) è un comune spagnolo di 7 354 abitanti situato nella comunità autonoma della Catalogna.
È il capoluogo della comarca della Conca de Barberà.
Il territorio comunale comprende le località di:
- La Guàrdia dels Prats
- Lilla
- Prenafeta
- Rojals
- El Pinetell